# Mesoleptogaster meriel
Mesoleptogaster meriel là một loài ruồi trong họ Asilidae. Mesoleptogaster meriel được Evenhuis miêu tả năm 2006. Loài này phân bố ở miền Australasia.